# Le Mouvement du 18 mars
La chanson Le Mouvement du 18 mars — sur des paroles de Ferré Léger et sur l'air du Chant des Soldats, de Pierre Dupont — a été écrite en 1871, pendant et à propos de la Commune de Paris.